# Herbertia
Herbertia é um género botânico pertencente à família Iridaceae.

## Espécies
Herbertia é uma monocotiledônea da família Iridaceae,sendo uma das espécie de Iridaceae mais abundante no RS.
São encontradas em campos abertos,assim podendo formar grandes populações. Possuem grande diversidade morfológica,ocorrendo em todo o continente americano.